# De Gelmelwacht
De Gelmelwacht was een tweemaandelijks Vlaams katholiek periodiek uitgegeven door Milac-Hoogstraten.

## Ontstaan
Louis Fransen en Mon Rigouts zaten in 1951 in het leger in Duitsland en opperden het idee om soldatenbrieven te bundelen en te verdelen onder de soldaten van Hoogstraten. Zo bleef men contact houden met elkaar want de opgeroepen soldaten uit hetzelfde dorp waren door hun dienstplicht verspreid over heel België en enkele plaatsen in Duitsland.
De naam van het blad moest verwijzen naar het leger en het moest een Hoogstraats element bevatten. Het werd "De Gelmelwacht", soms ook gewoonweg "Gelmelwacht", naar het Gelmelslot. Zij brachten een eerste editie uit rond Kerstmis van dat jaar om onder de Hoogstraatse soldaten te verdelen. De eerste maanden had men een folioformaat dat men dubbel vouwde (breedte circa 170 mm, hoogte 210 mm). Louis was illustrator van het blad. Een eerste bewaarde editie in dit klein formaat is van 17 februari 1952 en het plan was om dit maandelijks uit te brengen.

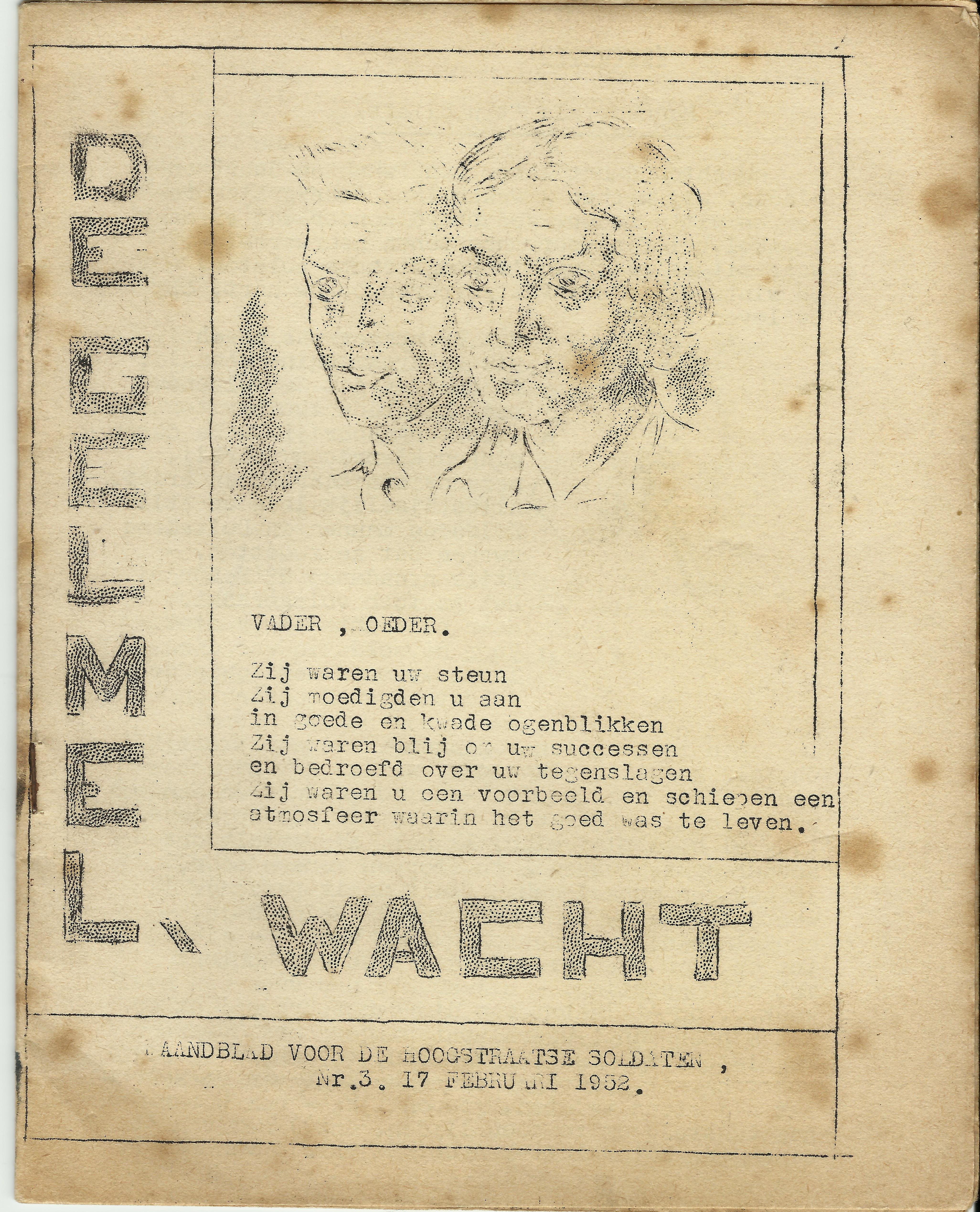
De Gelmelwacht van februari 1952
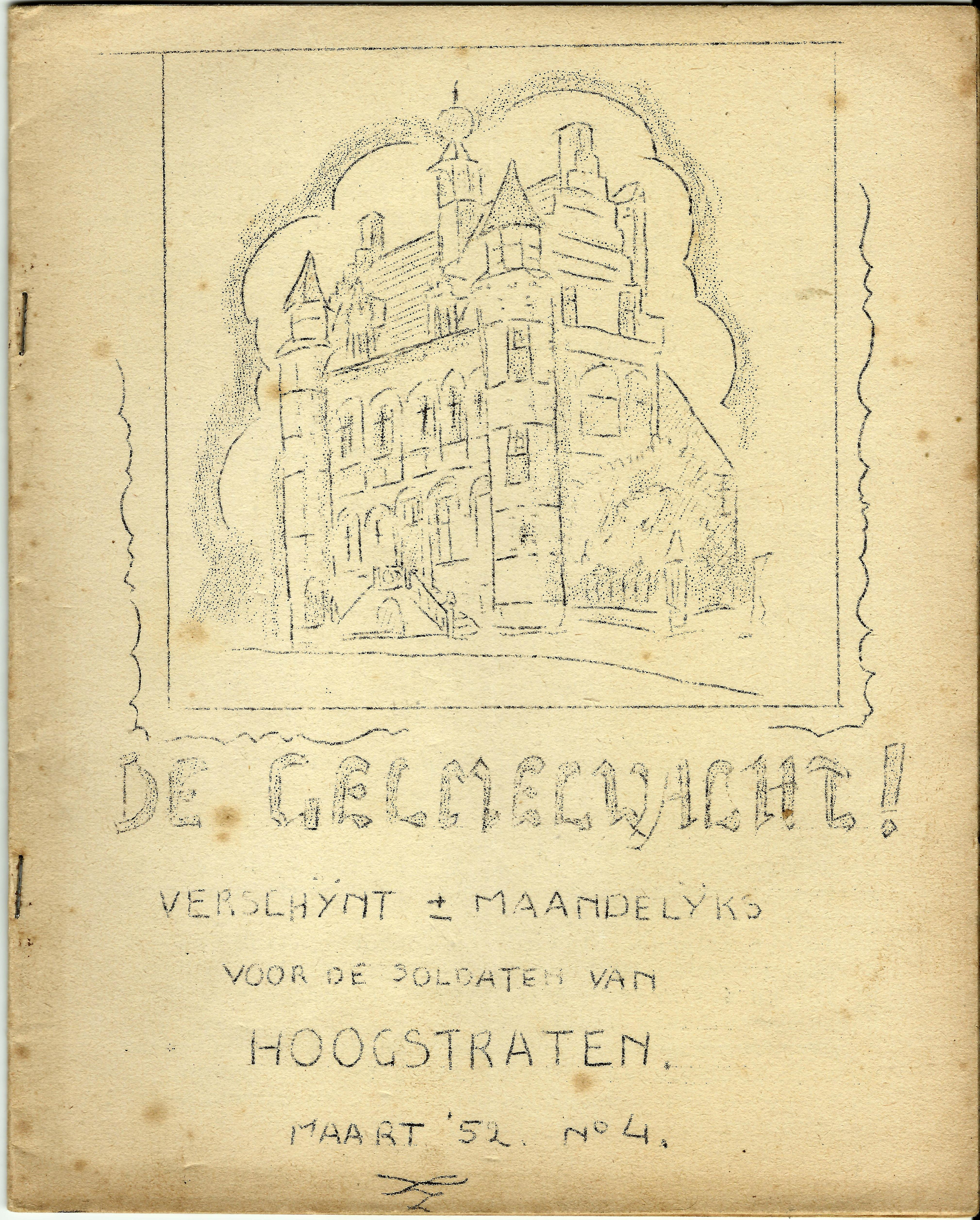
De Gelmelwacht van maart 1952

In Hoogstraten bestond al een Milac-afdeling met juffrouw Soetewey en Fried Janssens en men zou daar mee gaan samenwerken. De Milacproost van het eerste uur was E.H. Vlaeminckx. Op 1 september 1952 kreeg het blad meer vrijwilligers en op 1 november verscheen het eerste nummer in folioformaat (breedte 210 mm, hoogte circa 330 mm) op een oplage van 300 exemplaren. Het blad werd gedrukt op een stencilmachine en de standaard 25 losse bladen werden aan elkaar geniet. Het werd aan de kerkdeur verkocht bij het einde van de misviering. Tien dagen later bleek dit te weinig te zijn en werden er 100 bijgedrukt. Enkele maanden later had men een oplage van 750 exemplaren en met de gratis bladen voor soldaten en missionarissen bereikte men al vlug een oplage van 900 exemplaren. Dit bleek de volgende jaren een verzadigingspunt op een totale bevolking van 4200 Hoogstratenaren.
Vanaf de jaren tachtig ging men over in een A4-formaat, maar steeds met dezelfde dikte van 25 blz.

## Rubrieken
In het voorblad had men een 'geestelijk' woord ten geleide van de proost van het blad. In 1961 werd dit E.H. Jan Verstraelen. Ook de plaatselijke afdelingen van de Kristelijke Arbeidersjongeren en de Boerenjeugdbond hadden hun vaste rubriek. Lous Fransen verzorgde de illustraties van het blad tot hij in 1966 naar Japan vertrok. Luitenant Frans Geysen (schuilnaam Nand Luiten) verzorgde een rubriek met nieuwtjes uit het leger. Om de twee maanden had men een interview met een Hoogstraatse figuur die men in de kijker wilde stellen. Karel Versmissen had een sportrubriek over voetbal en wielrennen, Leon Houben gaf gegevens van de burgerlijke stand zoals geboorten en huwelijken. Verder waren er nog Jef en Rik Michielsen, Leon Van Bergen, Juul Druyts, René Van Delm, Jos Bruurs, Karel en Fernand Bilcke. Doorheen de bestaansperiode van het blad, werkten er een vijftigtal vrijwilligers mee aan de realisatie van het blad.
Een vaste rubriek was de Dagklapper waar anekdotes vermeld werden. Dit waren allerlei kleine weetjes die rondgingen in een dorp. In 1952 was de dienstplicht 21 maanden en soms ook in Duitsland. De jongeren waren dus weken weg van thuis.
De soldaten behielden met het blad het contact met het thuisfront.
Het blad hield op te bestaan in 1994 toen de militaire dienstplicht afgeschaft werd. Het blad heeft 41 jaar lang bestaan.